# باشگاه فوتبال گالاتاسرای
تیم فوتبال گالاتاسرای (به ترکی استانبولی:Galatasaray) زیر مجموعهٔ باشگاه ورزشی گالاتاسارای است که در شهر استانبول قرار دارد و هم‌اکنون در سوپر لیگ فوتبال ترکیه بازی می‌کند همچنین گالاتاسارای تنها تیم ترکیه است که موفق به بردن جام لیگ اروپا و سوپرجام اروپا شده است این باشگاه در تاریخ ۲۰ اکتبر ۱۹۰۵ تأسیس شده است.

## افتخارات
این تیم معروف فوتبال ترکیه که یکی از قدیمی‌ترین تیم‌های فوتبال ترکیه بوده و در دورهٔ عثمانی تشکیل شده است تاکنون ۲۵ بار به عنوان قهرمانی لیگ برتر دست یافته تا عنوان پرافتخارترین باشگاه کشور ترکیه را از آن خود کند.
۱۹ عنوان قهرمانی جام حذفی، ۲۴ عنوان قهرمانی سوپر لیگ و ۱۶ عنوان قهرمانی سوپر جام ترکیه از دیگر افتخارات گالاتاسرای است.
گالاتاسارای در فصل ۲۰۰۰–۱۹۹۹ در عرصهٔ اروپا نیز توانست قهرمان جام یوفا شود و در سوپر جام اروپا ۲۰۰۰ نیز در وقت اضافه با نتیجهٔ دو بر یک رئال مادرید اسپانیا را شکست داد و قهرمان این جام گردید.
. سوپر لیگ ترکیه (۲۵ قهرمانی): ۱۹۶۱–۶۲, ۱۹۶۲–۶۳, ۱۹۶۸–۶۹, ۱۹۷۰–۷۱, ۱۹۷۱–۷۲, ۱۹۷۲–۷۳, ۱۹۸۶–۸۷, ۱۹۸۷–۸۸, ۱۹۹۲–۹۳, ۱۹۹۳–۹۴, ۱۹۹۶–۹۷, ۱۹۹۷–۹۸, ۱۹۹۸–۹۹, ۱۹۹۹–۲۰۰۰, ۲۰۰۱–۰۲, ۲۰۰۵–۰۶, ۲۰۰۷–۰۸, ۲۰۱۱–۱۲, ۲۰۱۲–۱۳, ۲۰۱۴–۱۵, ۲۰۱۷–۱۸, ۲۰۱۸–۱۹, ۲۰۲۲–۲۳, ۲۰۲۳-۲۴, ۲۰۲۴-۲۰۲۵
نایب قهرمانی(۱۰): ۱۹۵۹, ۱۹۶۰–۶۱, ۱۹۶۵–۶۶, ۱۹۷۴–۷۵, ۱۹۷۸–۷۹, ۱۹۸۵–۸۶, ۱۹۹۰–۹۱, ۲۰۰۰–۰۱, ۲۰۰۲–۰۳, ۲۰۱۳–۱۴
. جام حذفی ترکیه (۱۹ قهرمانی): ۱۹۶۲–۶۳, ۱۹۶۳–۶۴, ۱۹۶۴–۶۵, ۱۹۶۵–۶۶, ۱۹۷۲–۷۳, ۱۹۷۵–۷۶, ۱۹۸۱–۸۲, ۱۹۸۴–۸۵, ۱۹۹۰–۹۱, ۱۹۹۲–۹۳, ۱۹۹۵–۹۶, ۱۹۹۸–۹۹, ۱۹۹۹–۲۰۰۰, ۲۰۰۴–۰۵, ۲۰۱۳–۱۴, ۲۰۱۴–۱۵, ۲۰۱۵–۱۶, ۲۰۱۸–۱۹, 
۲۰۲۴–۲۵
.نایب قهرمانی (۵): ۱۹۶۸–۶۹, ۱۹۷۹–۸۰, ۱۹۹۳–۹۴, ۱۹۹۴–۹۵, ۱۹۹۷–۹۸
. سوپر جام ترکیه (۱۷ قهرمانی): ۱۹۶۶, ۱۹۶۹, ۱۹۷۲, ۱۹۸۲, ۱۹۸۷, ۱۹۸۸, ۱۹۹۱, ۱۹۹۳, ۱۹۹۶, ۱۹۹۷, ۲۰۰۸, ۲۰۱۲,  ۲۰۱۳, ۲۰۱۵, ۲۰۱۶, ۲۰۲۳٫۲۰۱۹
نایب قهرمانی (۱۰): ۱۹۷۱, ۱۹۷۳, ۱۹۷۶, ۱۹۸۵, ۱۹۹۴, ۱۹۹۸, ۲۰۰۶, ۲۰۱۴, ۲۰۲۴٫۲۰۱۸
. جام یوفا (۱ قهرمانی): ۱۹۹۹–۲۰۰۰
. سوپرجام اروپا (۱ قهرمانی): ۲۰۰۰

## بازیکنان
فهرست بازیکنان باشگاه تا تاریخ ۹ فوریهٔ ۲۰۲۴
| شماره |          | پست       | بازیکن                          |
| ----- | -------- | --------- | ------------------------------- |
| ۱     | اروگوئه  | دروازه‌بان | فرناندو موسلرا (کاپیتان)        |
| ۵     | ترکیه    | هافبک     | ایوپ آیدین                      |
| ۶     | کلمبیا   | مدافع     | داوینسون سانچز                  |
| ۷     | ترکیه    | هافبک     | کریم آکترک‌اوغلو (کاپیتان دوم)   |
| ۸     | آلمان    | هافبک     | کریم دمیربای                    |
| ۹     | آرژانتین | مهاجم     | مائورو ایکاردی (کاپیتان سوم)    |
| ۱۰    | بلژیک    | مهاجم     | دریس مرتنز                      |
| ۱۴    | ساحل عاج | مهاجم     | ویلفرد زاها                     |
| ۱۷    | آلمان    | مدافع     | دریک کوهن                       |
| ۱۸    | ترکیه    | هافبک     | برکان کوتلو                     |
| ۱۹    | ترکیه    | دروازه‌بان | گونای گوونچ                     |
| ۲۰    | برزیل    | هافبک     | نته                             |
| ۲۲    | مراکش    | هافبک     | حکیم زیاش (بازیکن قرضی از چلسی) |
| ۲۳    | ترکیه    | مدافع     | کان آیهان                       |

| شماره |          | پست       | بازیکن                                  |
| ----- | -------- | --------- | --------------------------------------- |
| ۲۵    | دانمارک  | مدافع     | ویکتور نلسون                            |
| ۲۷    | پرتغال   | هافبک     | سرجیو اولیویرا                          |
| ۳۴    | اروگوئه  | هافبک     | لوکاس توریرا                            |
| ۴۲    | ترکیه    | مدافع     | عبدالکریم بارداکچی                      |
| ۵۰    | ترکیه    | دروازه‌بان | یانکات ییلماز                           |
| ۵۳    | ترکیه    | هافبک     | باریش آلپر ییلماز                       |
| ۵۶    | ترکیه    | هافبک     | باران دمیروغلو                          |
| ۵۸    | ترکیه    | مدافع     | علی یسیلیورت                            |
| ۷۲    | ترکیه    | مدافع     | علی بولبول                              |
| ۸۱    | ترکیه    | هافبک     | حمزا آکمان                              |
| ۸۳    | ترکیه    | هافبک     | افه آکمان                               |
| ۹۱    | فرانسه   | هافبک     | تانگی اندومبله (بازیکن قرضی از تاتنهام) |
| ۹۲    | ساحل عاج | مدافع     | سرژ اوریه                               |
| ۹۵    | برزیل    | مهاجم     | کارلوس وینیسیوس (بازیکن قرضی از فولام)  |
| ۴۵    | نیجریه   | مهاجم     | ویکتور اوسیمن                           |